# 아오이 와카나
아오이 와카나(일본어: 葵 わかな, 1998년 6월 30일 ~ )는 일본의 배우이다.

## 출연 작품
- 《미드나잇 버스》 - 타카미야 아야나 역
- 《푸른 여름 너를 사랑한 30일》